# Marco Michel
Marco Michel (* 2. November 1984 in Baden, Kanton Aargau) ist ein Schweizer Schauspieler.

## Leben
Marco Michel besuchte den Kindergarten und zunächst bis zur 10. Klasse die Waldorf-Schule in Ittigen im Kanton Bern. Von 2001 bis 2004 ging er dann auf das Gymnasium Campus Muristalden in Bern. Nach einer Zeit der  „Wanderjahre“ mit Reisen, verschiedenen Jobs, einem abgebrochenen Studium und seinem Zivildienst entschied er sich für die Schauspielerei und besuchte von 2008 bis 2010 die Theaterakademie Vorpommern. Als Mitglied der Vorpommerschen Landesbühne Anklam wirkte er in diversen Theaterproduktionen mit.
Sein Schauspielstudium absolvierte er von 2010 bis 2014	an der Bayerischen Theaterakademie August Everding in München. Workshops besuchte er u. a. bei Lena Lessing und Giles Foreman. Während seines Studiums gastierte er am Metropoltheater München (2012–2013) und trat mit Produktionen des Akademietheaters auch im Münchner Prinzregententheater auf.
Nach Abschluss seines Studiums arbeitet Michel seither als freischaffender Schauspieler für Film,  Fernsehen und Theater. Er hatte Theaterengagements am «Teatro Olinda» in Mailand (2014–2015, mit dem Stück «Pitùr») und am Stadttheater Ulm (2015). Seit 2015 gastiert er mit dem Ein-Mann-Stück «Ein Kuss – Antonio Ligabue» an verschiedenen Bühnen, u. a. in Bern, Zürich und St. Gallen. In einer Inszenierung der «a.gon Theaterproduktion München» war er neben Hardy Krüger jr. (in der Hauptrolle) von 2015 bis 2017 als Leutnant Werner in einer Bühnenfassung des Romans «Das Boot» auf Theatertournee. Im Herbst 2017 wirkte er im Pierre-Boulez-Saal in Berlin in der Musiktheater-Performance «LUTHER dancing with the gods» des US-amerikanischen Künstlers und Regisseurs Robert Wilson mit.
Marco Michel ist ausserdem Gründungsmitglied des deutsch-polnischen Tanz-Theater-Künstlerkollektivs «little:interference», mit dessen Produktionen er auch internationale Gastspiele, u. a. in Krakau und St. Petersburg, hatte.
Für Dreharbeiten stand Michel in Deutschland, der Schweiz und in Grossbritannien vor der Kamera. Er wirkte in mehreren Produktion des Bayerischen Rundfunks mit. Episodenrollen hatte er u. a. in den Fernsehserien «Dahoam is Dahoam» (2012, als geistig behinderter Basketballspieler David), «Hubert und Staller» (2015) und im «Kommissar Pascha»-Krimi (2017, als aus Kalabrien stammender Kellner Gianni). In der ARD-Telenovela «Sturm der Liebe» war er im Mai 2016 (ab Folge 2459) in einigen Folgen in einer Serienrolle zu sehen; er spielte den aus Indien zurückgekehrten, gutaussehenden Yogalehrer Ralph Brandl, genannt „Keeran“, der sich im
„Fürstenhof“ um eine Anstellung bewirbt.
In dem Kinofilm «Durch die Nacht» (2017), der die nächtliche Odyssee des jungen Jura-Studenten Alex durch die Strassen der Grossstadt an einem Samstagabend schildert, verkörperte Michel die männliche Hauptrolle.
Marco Michel lebt in Berlin. Er ist Mitglied im Bundesverband Schauspiel (BFFS).

## Auszeichnungen
- 2013: Goldene Maske (Polen, Oberschlesischer Theaterpreis) für das Stück «Heimsuchung/Nawidzenie» des Künstlerkollektivs «little:interference»
- 2015: Premio Ubu (Italien) für «Progetto Ligabue» («Pitùr» und «Ein Kuss – Antonio Ligabue»)

## Filmografie (Auswahl)
- 2012: Dahoam is Dahoam (Fernsehserie, Serienrolle)
- 2015: Hubert und Staller: Rutschpartie (Fernsehserie, eine Folge)
- 2014: Lena Fauch – Vergebung oder Rache (Fernsehreihe)
- 2016: Sturm der Liebe (Fernsehserie, Serienrolle)
- 2017: Kommissar Pascha (Fernsehfilm)
- 2017: Durch die Nacht (Kinofilm)